# 高森町立草部南部小学校

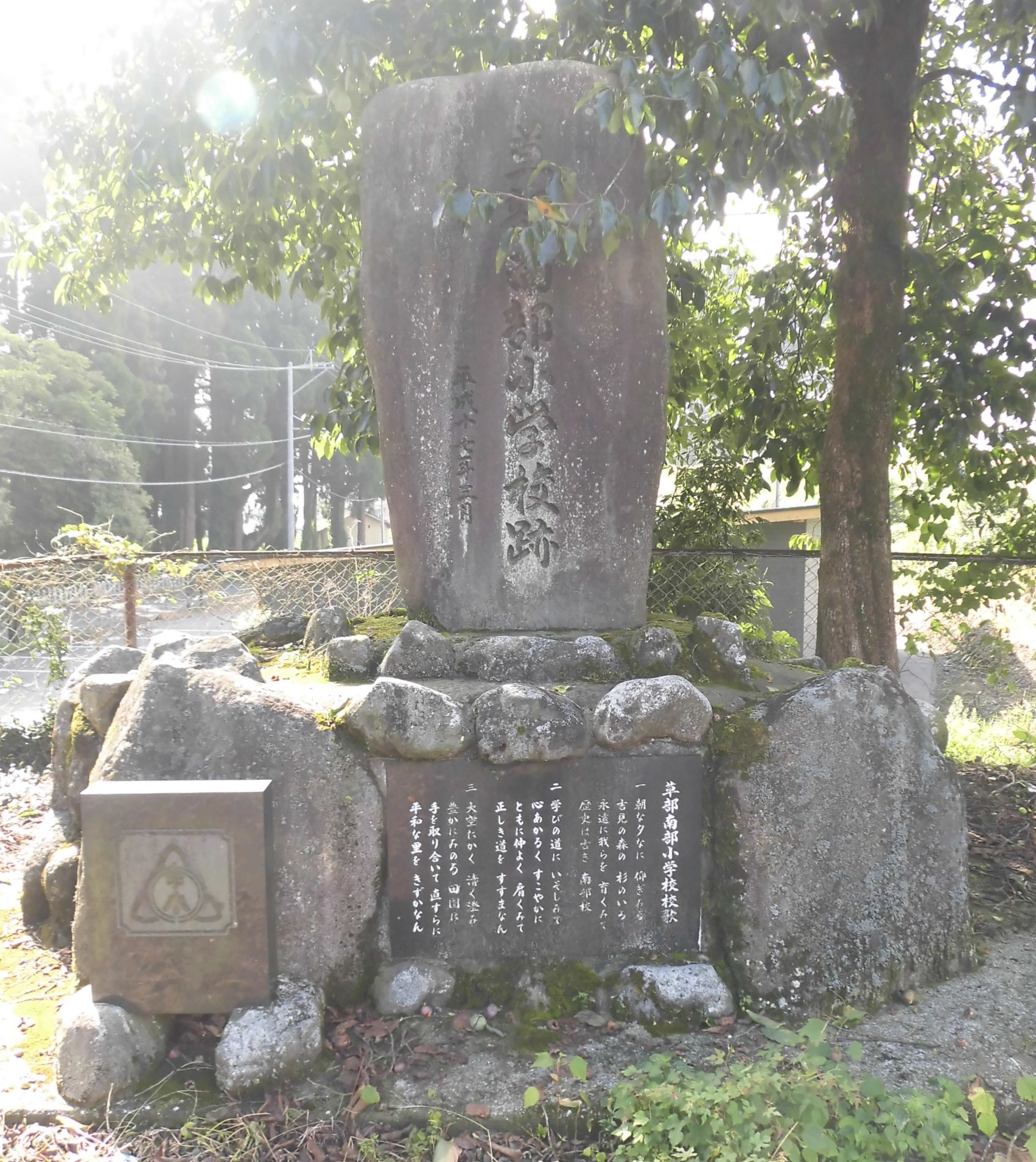
閉校記念碑

高森町立草部南部小学校（たかもりちょうりつくさかべなんぶしょうがっこう）は、かつて熊本県阿蘇郡高森町大字草部にあった公立の小学校。
2005年（平成17年）3月末をもって閉校し、高森町立高森東小学校に統合された。

## 概要
歴史
1947年（昭和22年）の学制改革で新制中学校として創立。2005年（平成17年）3月をもって閉校。58年の歴史に幕を下ろした。
校章
中央に校名の略称である「南小」の文字（縦書き）を配している。
校歌
歌詞は3番まであり、1番の歌詞中に校名の「南部小」が登場する。

## 沿革
- 1874年（明治7年） - 茶屋の尾立傘末の台地一帯に「公立社倉小学校」（しゃくら）が創立。同年「公立芹口小学校」（せりぐち）も創立。
- 1881年（明治14年）- 宮の馬場校舎を新築し、「草部小学校」が創立。
- 1888年（明治21年）- 簡易科（3年制）を設置の上、「草部小学簡易科教場」と改称。
- 1889年（明治22年）4月1日 - 町村制施行により、阿蘇郡7村（芹口・草部・菅山・永野原・下切・矢津田・中）が合併し「草ヶ矢村」が発足。
- 1893年（明治26年）- 尋常科（4年制）を設置の上、「草部尋常小学校」と改称。
- 1894年（明治27年）1月12日 - 村名が草ヶ矢村から「草部村」に改称。
- 1897年（明治30年）- 草部尋常小学校が「永野原尋常小学校」と「芹口尋常小学校」の2校に分離。
- 1908年（明治41年）4月 - 改正小学校令により、尋常科（義務教育年限）が4年制から6年制に改められる。尋常科5年を新設。
- 1909年（明治42年）4月 - 尋常科6年を新設。
- 1912年（明治45年）- 農業補習学校を併置。
- 1914年（大正3年）- 農業補習学校を廃止。その後、再度併置される。
- 1921年（大正10年）- 尋常小学校2校（永野原・芹口）を統合の上、高等科を併置し「草部南部尋常高等小学校」と改称。宮原に校舎が完成。
- 1926年（大正15年）- 青年訓練所を併置。
- 1927年（昭和2年）- 青年訓練所と農業補習学校が、「青年訓練所充当草部南部農業公民学校」に改組される。
- 1935年（昭和10年）- 青年学校令施行により、 農業公民学校が「草部南部青年学校」に改組される。
- 1941年（昭和16年）4月1日 - 国民学校令施行により、「草部村草部南部国民学校」と改称。尋常科を初等科に改める。
- 1947年（昭和22年）- 学制改革が行われる（六・三制の実施）
  - 4月1日 - 国民学校の初等科は、新制小学校「草部村立草部南部小学校」に改組・改称。
  - 4月22日 - 国民学校の高等科は青年学校高等科とともに、新制中学校「草部村立草部中学校」に改組・改称。
- 1951年（昭和26年）- 草部中学校の校舎が完成し、移転を完了。
- 1952年（昭和27年）- プールが完成。
- 1955年（昭和30年）4月1日 - 「高森町立草部南部小学校」と改称。
- 1956年（昭和31年）- 西校舎が完成。
- 1957年（昭和32年）- 本校舎が完成。
- 1961年（昭和36年）- 校章およびバッジを制定。
- 1962年（昭和37年）- へき地集会所兼体育館が完成。
- 1963年（昭和38年）- 校旗を制定。ミルク給食を開始。
- 1966年（昭和41年）- 完全給食を開始。
- 1969年（昭和44年）- プールを改修。
- 1974年（昭和49年）- 創立100周年記念式典を挙行。
- 2005年（平成17年）3月31日 - 高森町立高森東小学校への統合により閉校。同時に草部中学校も高森東中学校への統合により閉校。
  - 跡地は「草部南部学習センター」・「吉見郷土資料館」として利用されている。

## 交通アクセス
最寄りのバス停留所
- 九州産交バス 「吉見神社前」・「社倉」停留所

最寄りの幹線道路
- 国道325号

## 周辺
- 高森町役場 草部出張所
- 草部郵便局
- 草部総合センター
- 草部郷土資料館
- 草部吉見神社
- 正一位草部穴迫稲荷大明神